# Lei è troppo per me
Lei è troppo per me (She's Out of My League) è un film del 2010 diretto da Jim Field Smith ed interpretato da Jay Baruchel e Alice Eve.

## Trama
Kirk Kettner è un ragazzo timido che lavora come agente della sicurezza all'aeroporto di Pittsburgh insieme ai suoi amici Schizzo, Devon e Jack. Oltre alla poco appagante carriera lavorativa, anche la sua vita sentimentale è un disastro, da quando è stato lasciato dall'ex fidanzata Marnie. Una mattina la bella Molly McCleish arriva al terminal passeggeri per prendere un volo per New York. Durante il checkpoint, Molly attira le attenzioni di parecchi agenti di sicurezza che cercano di flirtare con lei. Kirk è l'unico che la tratta cortesemente. Lei lascia accidentalmente il suo cellulare nella zona di sicurezza dell'aeroporto. Chiamando il suo telefono, Kirk risponde e organizzano un appuntamento la sera seguente in modo che lui possa restituirglielo.
I due ragazzi finiscono per instaurare una relazione, nonostante lo stupore e lo scetticismo di amici e familiari, che continuano a ricordare al povero Kirk che forse Molly è troppo per lui. Questa novità fa nascere una forte gelosia in Marnie, che riacquista un improvviso interesse per Kirk.
Dopo una serata insieme Kirk lascia Molly perché non crede alla sua sincerità nel volersi mettere con lui esprimendo il concetto che lui è solo un "5" mentre lei un "10" e dunque non potrebbero mai stare realmente insieme.
Kirk ritorna con Marnie e, insieme alla famiglia di lui, decidono di partire in aereo per una vacanza. Schizzo però, comprendendo che in fondo anche lui e Kirk sono dei "10", fa fermare l'aereo in partenza con l'aiuto dei suoi amici e contatta Molly e l'amica per farle venire in aeroporto.
Kirk e Molly si rivedono e dopo un bacio appassionato ritornano insieme. La scena finale, qualche tempo dopo, mostra Kirk che guida un piccolo aereo e, con Molly, decolla.

## Produzione
Il film è stato girato a Pittsburgh in Pennsylvania. La produzione del film è finita verso l'inizio del 2008, precisamente nel mese di maggio. Con un budget di 20.000.000 dollari, la pellicola ne ha incassati 49.219.151 in tutto il mondo.

## Distribuzione
Il film è uscito negli Stati Uniti il 12 marzo 2010, mentre in Italia è stato distribuito il 25 giugno 2010.